# René Maurice Fath
Pour les articles homonymes, voir Fath.
René Maurice Fath, né le 22 novembre 1850 à Paris et mort le 17 janvier 1922 à Maisons-Laffitte, est un artiste peintre français.

## Biographie
René Maurice Fath est le fils de Georges Fath, statuaire et homme de lettres, et de Caroline Frédérique Bathilde Berger. 
Sa mère, qui expose au Salon de 1850 deux tableaux, lui enseigne les premiers rudiments picturaux.
Élève d'Alexandre Cabanel, Camille Bernier et Jean-Baptiste Camille Corot, il expose au Salon de 1870 à 1914.
En 1878, il épouse à Maisons-Laffitte Héloïse Josèphe Beaumont.
Il meurt le 17 janvier 1922 à l'âge de 71 ans.

## Distinctions
- Prix Raigecourt-Goyon (1891).
- Chevalier de la Légion d'honneur (1906)[5].